# 저지 소르브어 위키백과

저지 소르브어 위키백과는 저지 소르브어로 운영되는 위키백과이다. 기호는 dsb이다.